# Campeonato Mundial de Remo de 2002
El XXXII Campeonato Mundial de Remo se celebró en Sevilla (España) entre el 15 de septiembre y el 22 de septiembre de 2002 bajo la organización de la Federación Internacional de Sociedades de Remo (FISA) y la Federación Española de Remo.
Las competiciones se realizaron en el Canal de la Cartuja, ubicado sobre las aguas del río Guadalquivir.

## Medallistas

### Masculino
| Evento                         | Oro | Plata | Bronce |
| ------------------------------ | --- | --- | --- |
| Scull individual M1X           | Marcel Hacker · Alemania · 6:36,33 | Iztok Čop Eslovenia 6:39,00 | Olaf Tufte · Noruega · 6:39,45 |
| Doble scull M2X                | Ákos Haller · Tibor Pető · Hungría · 6:05,74 | Agostino Abbagnale · Franco Berra · Italia · 6:06,93 | André Willms · Andreas Hajek · Alemania · 6:07,77 |
| Cuatro scull M4X               | René Bertram · Stephan Volkert · Marco Geisler · Robert Sens · Alemania · 5:39,57 | Adam Bronikowski · Marek Kolbowicz · Sławomir Kruszkowski · Adam Korol · Polonia · 5:40,43                                                                                          | Mattia Righetti · Marco Ragazzi · Rossano Galtarossa · Simone Raineri · Italia · 5:43,62                                                                            |
| Dos sin timonel M2-            | James Cracknell Matthew Pinsent Reino Unido 6:14,27 | Ramon di Clemente Donovan Cech Sudáfrica 6:15,60 | Siniša Skelin · Nikša Skelin · Croacia · 6:15,97 |
| Dos con timonel M2+            | Lars Krisch · Andreas Werner · Claus Müller-Gatermann (t) · Alemania · 6:47,93 | Daniel Beery Dana Schmunk Joseph Manion (t) Estados Unidos 6:50,60 | Thomas Laurich Robert Jahrling Michael Toon (t) Australia 6:53,77                                                                                                   |
| Cuatro sin timonel M4-         | Sebastian Thormann · Paul Dienstbach · Philipp Stüer · Bernd Heidicker · Alemania · 5:41,35                                                                                                  | Stephen Williams Joshua West Toby Garbett Richard Dunn Reino Unido 5:41,60 | Niccolò Mornati · Raffaello Leonardo · Lorenzo Carboncini · Carlo Mornati · Italia · 5:44,12                                                                        |
| Cuatro con timonel M4+         | Thomas Stallard Stephen Trapmore Luka Grubor Kieran West Christian Cormack (t) Reino Unido 6:06,70                                                                                           | Arne Landgraf · Martin Zobelt · Jan-Martin Bröer · Klaus Rogge · Stefan Lier (t) · Alemania · 6:08,88                                                                               | Igor Boraska · Oliver Martinov · Ivan Jukić · Ninoslav Saraga · Luka Travaš (t) · Croacia · 6:10,54                                                                 |
| Ocho con timonel M8+           | Matt Swick · Kevin Light · Benjamin Rutledge · Kyle Hamilton · Joseph Stankevicius · Andrew Hoskins · Adam Kreek · Jeffrey Powell · Brian Price (t) · Canadá · 5:26,92                       | Sebastian Schulte · Thorsten Engelmann · Jörg Dießner · Stephan Koltzk · Johannes Doberschütz · Enrico Schnabel · Ulf Siemes · Michael Ruhe · Peter Thiede (t) · Alemania · 5:28,16 | Ryan Torgerson Garrett Klugh Joseph Hansen Wolfgang Moser Michael Wherley Eric Mueller Bryan Volpenhein Jonathan Watling Peter Cipollone (t) Estados Unidos 5:29,27 |
| Scull individual ligero LM1X   | Sam Lynch Irlanda 6:49,86 | Stefano Basalini · Italia · 6:51,29 | Steve Tucker Estados Unidos 6:52,94 |
| Doble scull ligero LM2X        | Elia Luini · Leonardo Pettinari · Italia · 6:10,80 | Tomasz Kucharski · Robert Sycz · Polonia · 6:13,50 | Mads Rasmussen Rasmus Quist Dinamarca 6:14,82 |
| Cuatro scull ligero LM4X       | Emanuele Federici · Daniele Gilardoni · Luca Moncada · Filippo Mannucci · Italia · 5:51,89                                                                                                   | José Antonio Martín · Juan Luis Aguirre · Carlos Loriente · Alberto Domínguez Lorenzo · España · 5:54,23                                                                            | Wolter Blankert · Vincent de Loos · Dylan van der Linde · Marten Bosma · Países Bajos · 5:54,59                                                                     |
| Dos sin timonel ligero LM2-    | Miguel Cerda · Christian Yantani · Chile · 6:29,97 | Carlo Gaddi · Franco Sancassani · Italia · 6:31,94 | Ned Kittoe Nicholas English Reino Unido 6:34,40 |
| Cuatro sin timonel ligero LM4- | Thor Kristensen Thomas Ebert Stephan Mølvig Eskild Ebbesen Dinamarca 5:47,21 | Lorenzo Bertini · Catello Amarante · Salvatore Amitrano · Bruno Mascarenhas · Italia · 5:49,41                                                                                      | Douglas Vandor · Iain Brambell · Jonathan Mandick · Gavin Hassett · Canadá · 5:50,55                                                                                |
| Ocho con timonel ligero LM8+   | Luigi Scala · Alessandro Lodigiani · Giuseppe Del Gaudio · Nicola Moriconi · Marco Paniccia · Carlo Grande · Stefano Fraquelli · Bruno Pasqualini · Vincenzo Di Palma (t) · Italia · 5:35,05 | Martin Raeder · Lars Achtruth · Martin Fauck · Joachim Drews · Markus Pütz · Matthias Hobein · Sven Johannesmeier · Christian Dahlke · Jörg Dederding (t) · Alemania · 5:36,61      | Gavin Blackmore Eric Feins John Cashman Andrew Liverman Erik Miller Jon Douglas Thomas Paradiso Matthew Smith William McManus (t) Estados Unidos 5:38,21            |

### Femenino
| Evento                       | Oro | Plata | Bronce |
| ---------------------------- | --- | --- | --- |
| Scull individual W1X         | Rumiana Neikova Bulgaria 7:07,71 | Yekaterina Karsten · Bielorrusia · 7:11,74 | Katrin Rutschow-Stomporowski · Alemania · 7:12,07 |
| Doble scull W2X              | Georgina Evers-Swindell Caroline Evers-Swindell Nueva Zelanda 6:38,78                                                                                            | Larisa Merk · Irina Fedotova · Rusia · 6:41,06 | Elisabetta Sancassani · Gabriella Bascelli · Italia · 6:41,65 |
| Cuatro scull W4X             | Peggy Waleska · Marita Scholz · Manuela Lutze · Kerstin El-Qalqili · Alemania · 6:15,66                                                                          | Astrid Jespersen Sarah Lauritzen Dorthe Pedersen Majbrit Nielsen Dinamarca 6:16,84                                                                   | Inesa Zajareuskaya · Volha Berazniova · Yekaterina Karsten · Maryia Varona · Bielorrusia · 6:18,12                                                                      |
| Dos sin timonel W2-          | Georgeta Damian · Viorica Susanu · Rumania · 6:53,80 | Jacqui Cook · Karen Clark · Canadá · 6:57,08 | Yuliya Bichyk · Natalia Helaj · Bielorrusia · 6:59,21 |
| Cuatro sin timonel W4-       | Kristina Larsen Jodi Winter Rebecca Sattin Victoria Roberts Australia 6:26,11                                                                                    | Roslyn McLeod · Rachelle de Jong · Darcy Marquardt · Pauline van Roessel · Canadá · 6:28,32                                                          | Zhao Guifeng Yang Cuiping Cong Huanling Feng Xueling China 6:31,28 |
| Ocho con timonel W8+         | Katherine Johnson Dana Peirce Caryn Davies Maite Urtasun Bernadette Marten Alison Cox Anna Mickelson Katherine Mackenzie Mary Whipple (t) Estados Unidos 6:04,25 | Jodi Winter Joanna Lutz Julia Wilson Jane Robinson Rachael Taylor Rebecca Sattin Victoria Roberts Kristina Larsen Carly Bilson (t) Australia 6:05,10 | Anja Pyritz · Maja Tucholke · Britta Holthaus · Dana Pyritz · Nicole Zimmermann · Susanne Schmidt · Lenka Wech · Silke Günther · Annina Ruppel (t) · Alemania · 6:05,19 |
| Scull individual ligero LW1X | Viktoriya Dimitrova Bulgaria 7:28,89 | Lisa Schlenker Estados Unidos 7:30,56 | Teresa Mas de Xaxars · España · 7:31,21 |
| Doble scull ligero LW2X      | Sally Causby Amber Halliday Australia 6:52,84 | Janet Radünzel · Claudia Blasberg · Alemania · 6:53,56                                                                                               | Helen Casey Tracy Langlands Reino Unido 6:54,28 |
| Cuatro scull ligero LW4X     | Zita van de Walle Marguerite Houston Miranda Bennett Hannah Every-Hall Australia 6:29,55                                                                         | Mariel Pikkemaat · Mirjam ter Beek · Judith van Os · Maud Klinkers · Países Bajos · 6:30,01                                                          | Anne Finke Abigail Cromwell Michelle Borkhuis Wendy Campanella Estados Unidos 6:32,48                                                                                   |
| Dos sin timonel ligero LW2-  | Naomi Ashcroft Leonie Barron Reino Unido 7:29,91 | Paola Rodríguez · Carolina Godoy · Chile · 7:41,21                                                                                                   | María Almuedo · Beatriz Casanueva · España · 7:47,26 |

## Medallero
| Núm. | País           | Oro | Plata | Bronce | Total |
| ---- | -------------- | --- | ----- | ------ | ----- |
| 1    | Alemania       | 5   | 4     | 3      | 12    |
| 2    | Italia         | 3   | 4     | 3      | 10    |
| 3    | Reino Unido    | 3   | 1     | 2      | 6     |
| 4    | Australia      | 3   | 1     | 1      | 5     |
| 5    | Bulgaria       | 2   | 0     | 0      | 2     |
| 6    | Estados Unidos | 1   | 2     | 4      | 7     |
| 7    | Canadá         | 1   | 2     | 1      | 4     |
| 8    | Dinamarca      | 1   | 1     | 1      | 3     |
| 9    | Chile          | 1   | 1     | 0      | 2     |
| 10   | Hungría        | 1   | 0     | 0      | 1     |
| 10   | Irlanda        | 1   | 0     | 0      | 1     |
| 10   | Nueva Zelanda  | 1   | 0     | 0      | 1     |
| 10   | Rumania        | 1   | 0     | 0      | 1     |
| 14   | Polonia        | 0   | 2     | 0      | 2     |
| 15   | Bielorrusia    | 0   | 1     | 2      | 3     |
| 15   | España         | 0   | 1     | 2      | 3     |
| 17   | Países Bajos   | 0   | 1     | 1      | 2     |
| 18   | Eslovenia      | 0   | 1     | 0      | 1     |
| 18   | Rusia          | 0   | 1     | 0      | 1     |
| 18   | Sudáfrica      | 0   | 1     | 0      | 1     |
| 21   | Croacia        | 0   | 0     | 2      | 2     |
| 22   | China          | 0   | 0     | 1      | 1     |
| 22   | Noruega        | 0   | 0     | 1      | 1     |
|      | TOTAL          | 24  | 24    | 24     | 72    |